# Miguel Despuig
Miguel Puig o Despuig (Tortosa, c. 1480-Lérida, 21 de noviembre de 1559) fue un religioso benedictino español. 

## Biografía
Hijo de Pedro Juan Despuig,  señor de Pauls y veguer de Tortosa, y de Francisca Vacarte, 
doctorado in utroque iure, fue abad comendatario de Santa María de Serrateix, canónigo de la catedral de Barcelona, diputado del General en 1542 e inquisidor general de Cataluña y de los condados de Rosellón y Cerdaña.
En 1545 fue nombrado obispo de Elna, y en tal condición asistió al Concilio de Trento entre 1551-52.   
Ese mismo año, tras la suspensión del concilio, fue trasladado a la diócesis de Urgel, que llevaba adjunto el título de copríncipe de Andorra junto con Enrique II de Navarra y Juana de Albret.  
En 1556 ocupó la diócesis de Lérida, donde se destacó en la celebración del sínodo de 1557, en la fundación del Colegio de la Concepción y en la redacción de las constituciones sobre la reforma de la vida clerical y el culto divino; se encargaba de la visita a la Universidad de Lérida cuando falleció repentinamente con cerca de ochenta años de edad víctima de una apoplejía.